# Mietshaus Malczewskiego-Straße 34

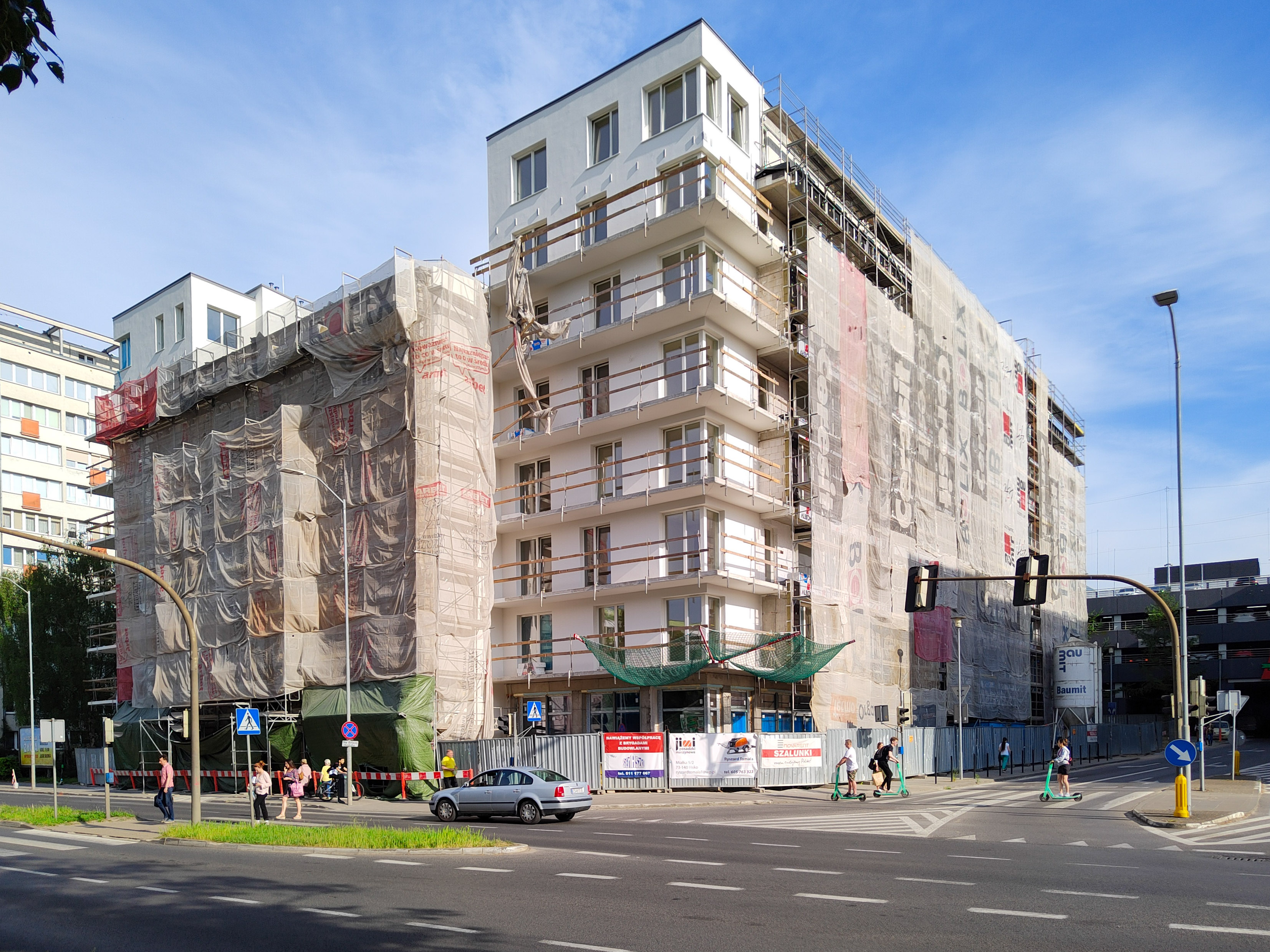
Renovierung, Mai 2022

Mietshaus Malczewskiego-Straße 34 in Stettin ist ein denkmalgeschütztes Wohngebäude, das sich in der Jacka-Malczewskiego-Straße (vor dem Zweiten Weltkrieg: Birkenallee) befindet. Es liegt in der Stettiner Stadtsiedlung Centrum im Bezirk Śródmieście. Es ist das einzige erhaltene Mietshaus aus der Vorkriegszeit in dem Wohnviertel, das durch die heutigen Straßen Matejki, Malczewskiego, Piłsudskiego und Wyzwolenia-Alle begrenzt ist, sowie eines der wenigen erhaltenen Vorkriegsgebäude in diesem Stadtteil.

## Beschreibung
Das Gebäude wurde Ende des 19. Jahrhunderts in der damaligen Birkenallee errichtet. Die Vorderfassade ist symmetrisch, siebenachsig. Die Fassaden des Erdgeschosses und des ersten Stocks sind mit Bossenwerk geschmückt. Die Fenster im obersten Stock und im Dachgeschoss sind mit Gesimsen mit Blumenmotiven gekrönt. Das Mietshaus verfügt über drei Balkone in der Mitte der Fassade, die mit ionischen Säulen und Paneelen verziert sind. Aus der Vorkriegsausrüstung des Treppenhauses sind bis heute Treppen mit Balustrade, Terrakotta auf dem Boden und einige Wohnungstüre erhalten geblieben.

## Geschichte
Vor dem Zweiten Weltkrieg standen in der Malczewskiego-Straße eklektizistische Mietshäuser. Während des Krieges fielen fast alle Gebäude der Malczewskiego-Straße zwischen der Matejki-Straße und der Wyzwolenia-Alle in Trümmer, außer das Mietshaus Nr. 34. 
Bis 2016 war das Mietshaus im Besitz von städtischer Gesellschaft „Zarząd Budynków i Lokali Komunalnych“ (Deutsch: Verwaltung von Gebäuden und kommunalen Räumlichkeiten). Es gab Pläne, das Mietshaus und das Grundstück für das nahe gelegene Einkaufszentrum Galaxy zu verkaufen oder das Gebäude zu renovieren. Keines dieser Pläne wurde endgültig realisiert. Am 4. Juli 2016 verkaufte die Gesellschaft „Zarząd Budynków i Lokali Komunalnych“ die Immobilie per Ausschreibung. Nach zwei Jahren verkaufte der Eigentümer das Mietshaus an den örtlichen Bauträger Siemaszko. Der neue Eigentümer sollte das Haus renovieren und ausbauen.